# Revolución de 1820

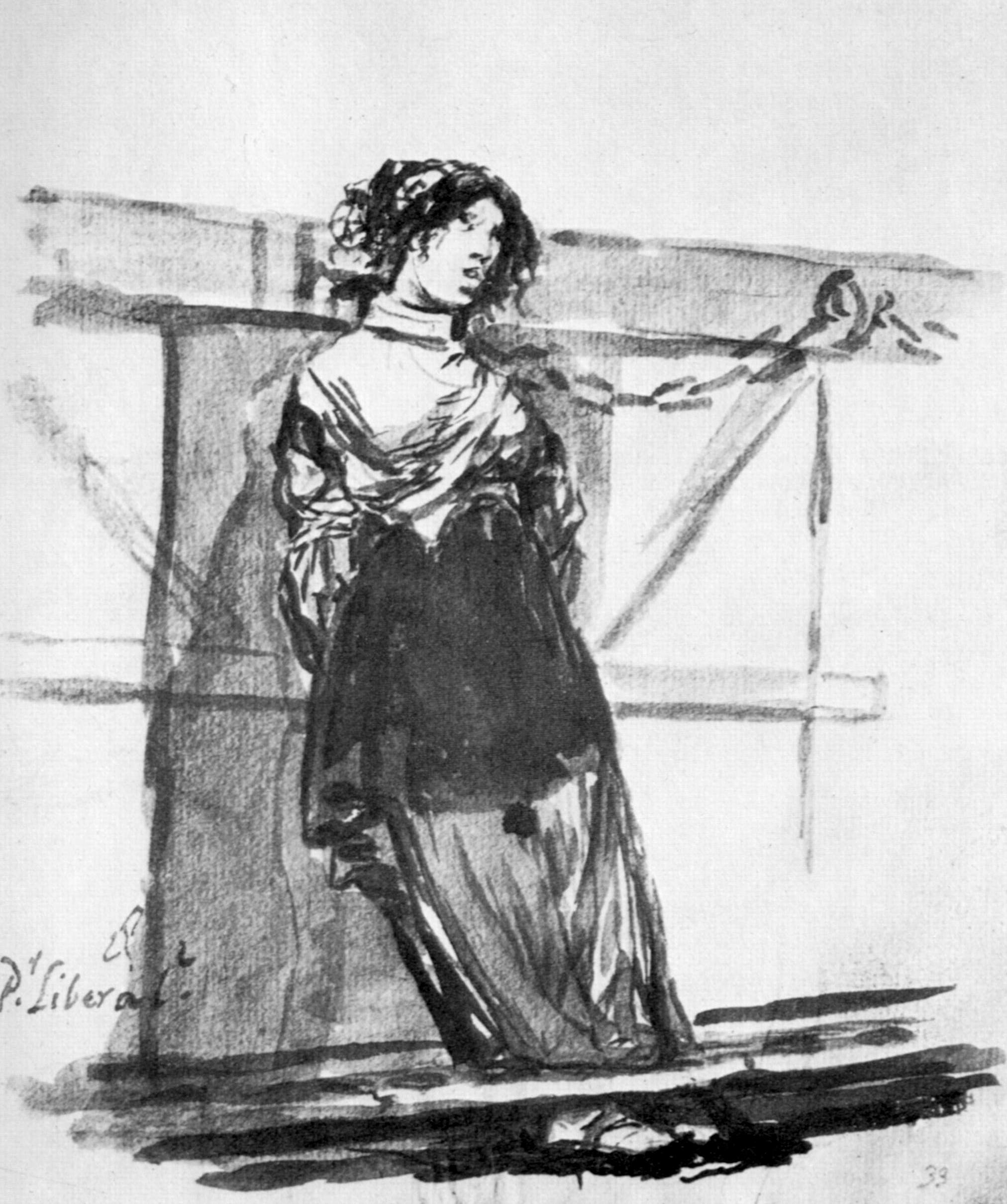
Por liberal, de Francisco de Goya, uno de los dibujos del álbum D (1803-1824), finalmente no pasado a plancha como otros dibujos preparatorios de esta misma serie, que aparecieron en Los disparates (1815-1823). La interpretación de esta serie de grabados enigmáticos no es algo evidente, pero en general presentan distintos tipos de subversión contra la autoridad.

Revolución de 1820 o ciclo revolucionario de 1820 son los nombres con los que la historiografía ha designado al conjunto de procesos revolucionarios que tuvieron lugar en Europa alrededor de 1820. Fue la primera de las llamadas oleadas o ciclos revolucionarios que sacudieron Europa con posterioridad a las guerras napoleónicas y que se repitieron sucesivamente en las revoluciones de 1830 y de 1848.
Sus ejes ideológicos fueron el liberalismo y el nacionalismo. Dado que los países más afectados fueron los del sur de Europa (los episodios de otras zonas, como Alemania o Francia, fueron de mucha menor importancia), con España como epicentro de un movimiento que se extendió a Italia, Portugal y Grecia; se le ha llamado ciclo mediterráneo por contraposición al ciclo atlántico que la había precedido en la generación anterior (las primeras revoluciones liberales o revoluciones burguesas, producidas a ambos lados del océano: la Independencia de Estados Unidos -1776- y la Revolución francesa -1789-).
Las revoluciones de 1820 surgieron como reacción a la Restauración, que se produjo como consecuencia de la derrota de la Francia revolucionaria, y que suponía el restablecimiento del Antiguo Régimen y la aplicación de los principios legitimistas del Congreso de Viena de 1815, confiados a la fuerza y determinación intervencionista de la Santa Alianza. Esta alianza de las monarquías absolutas finalmente consiguió evitar la posibilidad de una generalización del contagio revolucionario y sofocó los focos revolucionarios. Ante la desigualdad de fuerzas, como forma de organización de los revolucionarios de 1820 predominó la conspirativa, a través de sociedades secretas, como la masonería o los carbonarios.
Aunque pueden detectarse alteraciones anteriores, el movimiento revolucionario que suscitó el contagio y en varios casos la imitación explícita (incluso del texto constitucional), fue el pronunciamiento de los militares liberales españoles que inició el llamado Trienio Liberal. Las revoluciones de Portugal e Italia (especialmente en el Piamonte y en Nápoles) fueron las siguientes. Con mucha más lejanía en tiempo y espacio, también hubo movimientos de muy distinta naturaleza en el Imperio ruso (Revuelta Decembrista de 1825). El caso más peculiar fue Grecia, donde en 1821 se pueden datar los inicios del movimiento por la independencia griega, proclamada en 1822; y que fue la única de las revoluciones de este ciclo en tener éxito, gracias al apoyo de las potencias europeas contra el Imperio otomano.
El historiador español Juan Luis Simal ha destacado que «aparentemente de forma paradójica, la derrota del constitucionalismo meridional en 1821-1823 reforzó el liberalismo europeo en las décadas siguientes. El exilio facilitó el contacto entre liberales de varios países y la formación de redes internacionales que mantuvieron vivo el compromiso político con los represaliados». Nació así un «internacionalismo liberal» en el que los liberales españoles exiliados y su experiencia del Trienio Liberal desempeñaron un papel muy destacado, junto con el exilio napolitano, el piamontés y el portugués (aunque estos en menor medida).

## Antecedentes
Las cuatro grandes potencias vencedoras de las guerras napoleónicas ―Imperio Austríaco, Reino de Prusia, Imperio ruso y Reino Unido de Gran Bretaña e Irlanda― se consideraron legitimadas para establecer el nuevo orden europeo basado en el equilibrio entre ellas. Ese objetivo es lo que determinó que decidieran no desmembrar a la gran derrotada, Francia, haciendo retroceder sus fronteras pero no hasta las que tenía en 1789, cuando estalló la revolución que iba a sacudir todo el escenario europeo. Este acuerdo se plasmó en el Primer Tratado de París de 30 de mayo de 1814 y, tras la derrota definitiva de Napoleón en la Batalla de Waterloo, en el Segundo Tratado de París, firmado el 20 de noviembre de 1815.

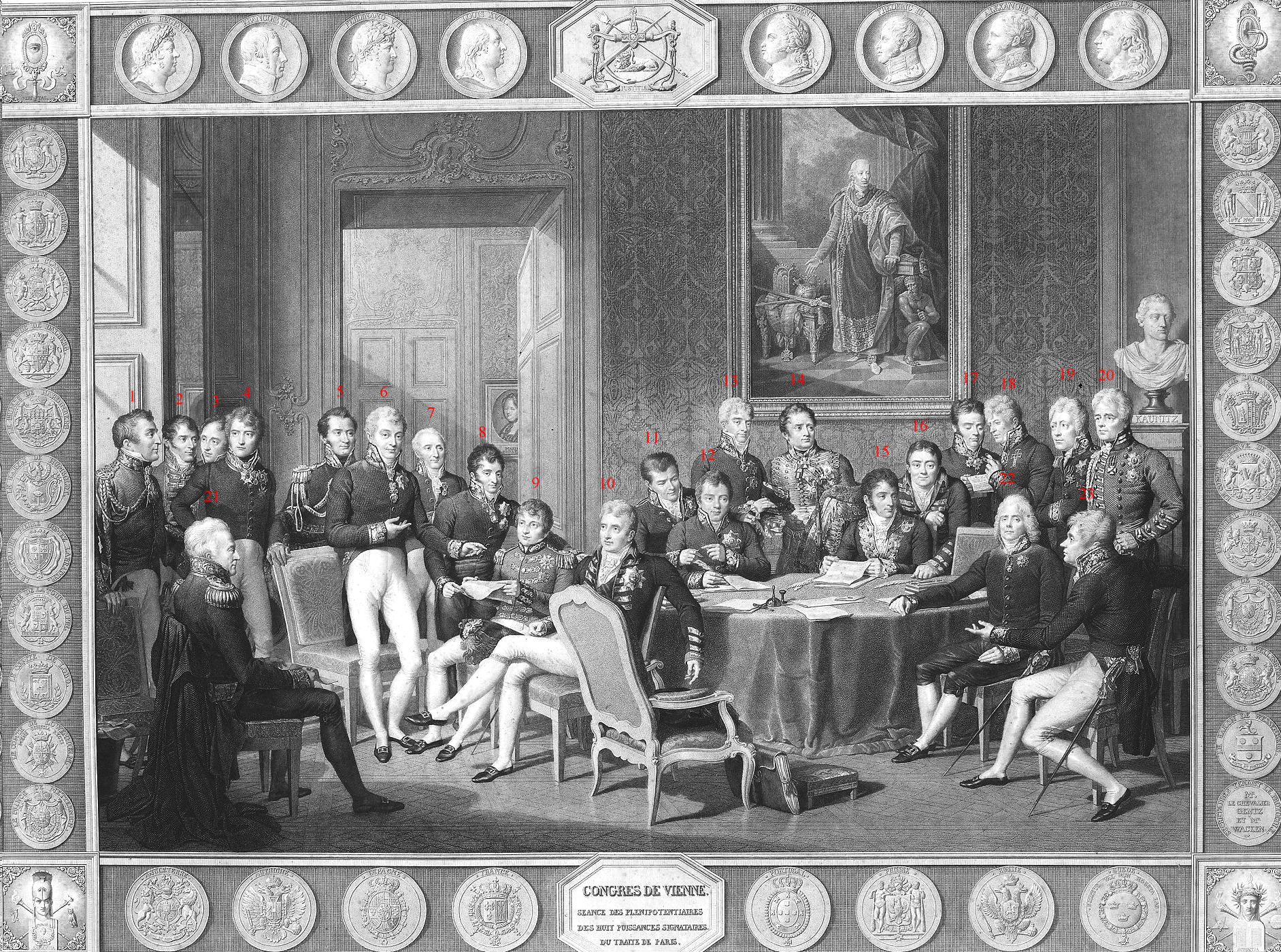
El Congreso de Viena, por Jean-Baptiste Isabey, 1819. De pie a la izquierda, el anfitrión, el canciller austríaco Metternich. Sentado cerca de él el secretario del Foreign Office Castlereagh.

El nuevo equilibrio europeo (y la rectificación de fronteras que incluía) quedó establecido en el Congreso de Viena, celebrado bajo los auspicios del canciller austríaco Metternich, entre el 23 de septiembre de 1814 y el 9 de junio de 1815 (tras el paréntesis de la vuelta de Napoleón). Para asegurarlo se estableció un doble sistema de garantías. Por un lado la Santa Alianza, integrada por las tres monarquías absolutas vencedoras de Napoleón (Rusia, Prusia y Austria) ―la «monarquía limitada» de Gran Bretaña no se sumó, aunque el príncipe regente en una carta personal mostró su simpatía hacia sus objetivos―, y por otro la Cuádruple Alianza, cuyo Tratado fue firmado el 20 de noviembre de 1815 ―dos meses después de la firma del Tratado de la Santa Alianza―  y que estaba formada por las tres monarquías absolutas y la monarquía británica. Mientras que la Santa Alianza había sido una iniciativa del zar de Rusia Alejandro I, la Cuádruple Alianza fue una propuesta del secretario del Foreign Office, el tory vizconde de Castlereagh. En el Tratado de la Cuádruple Alianza se estableció el compromiso de las cuatro monarquías firmantes de unirse de nuevo si Francia intentaba romper los acuerdos de paz y además se acordó «un sistema de congresos» para el mantenimiento del «Concierto Europeo».
Friedrich von Gentz, el más cercano colaborador de Metternich, describió en 1818 el sistema europeo establecido tras la derrota de Napoleón como «un fenómeno increíble en la historia del mundo» ya que se basaba en «un principio de unión general, reuniendo a la totalidad de los Estados con un lazo federativo, bajo la dirección de las principales potencias… Los Estados de segundo, tercero y cuarto orden se someten tácitamente, y sin que nada se haya estipulado nunca a este respecto, a las decisiones tomadas en común por las potencias preponderantes. […] Si se le pudiera hacer durable, sería después de todo la mejor de las combinaciones posibles para asegurar la prosperidad de los pueblos y el mantenimiento de la paz que es una de sus primeras condiciones».
El primer congreso de los previstos por el Tratado de la Cuádruple Alianza se celebró en Aquisgrán entre el 1 de octubre y el 15 de noviembre de 1818. Se convocó a petición del jefe del gobierno francés, el Duque de Richelieu, que reclamaba en nombre de su rey Luis XVIII la retirada de los ejércitos aliados de Francia porque ya se habían cumplido los tres años de ocupación previstos en el Segundo Tratado de París. La petición fue atendida y las cuatro potencias se comprometieron a retirar sus ejércitos respectivos antes del 30 de noviembre. Y además se acordó incluir al Reino de Francia en la Cuádruple Alianza que a partir de entonces se convirtió “de facto” en la Quíntuple Alianza. «A partir de ese momento, Francia quedaba asociada a todas las tomas de decisiones internacionales colectivas de las grandes potencias, los aliados estarían obligados a tener en cuenta los intereses franceses y Francia estará en posición de defender y promover sus intereses».

### Incidentes previos en otras zonas de Europa
Desde la derrota de Napoleón fueron frecuentes las revueltas o movimientos revolucionarios de carácter liberal en todos los países europeos, incluso en Gran Bretaña, que no puede calificarse de monarquía absoluta.

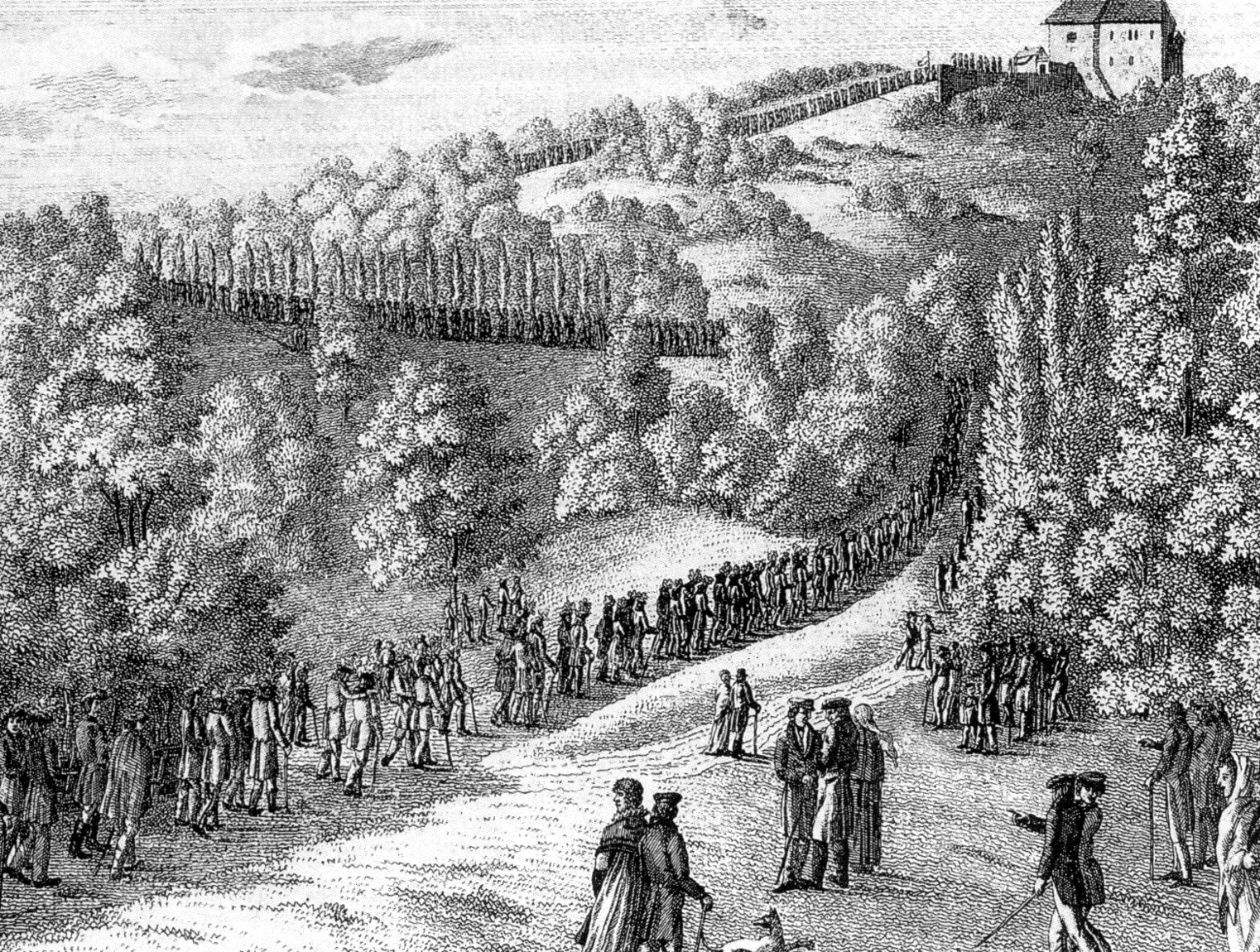
Manifestación de estudiantes durante el Festival de Wartburg de 1817.

Alemania fue la primera zona en experimentar movimientos de protesta contra la nueva situación política europea, aunque no se desencadenasen entonces movimientos revolucionarios de envergadura. El nacionalismo cultural alemán, herencia del romanticismo, estaba en auge y se fue transformando en nacionalismo político. Los nacionalistas alemanes pretendían unificar todas las regiones de habla germana, superando el estatus de la Confederación Germánica creada en 1815 bajo la autoridad del Imperio Austríaco. En 1817, el Festival de Wartburg conmemoraba el tercer centenario de la publicación de Las 95 tesis por Lutero en la puerta de la catedral de Wittenberg; y durante las celebraciones hubo manifestaciones nacionalistas que presentaban a Lutero como un patriota alemán. A partir de 1818 hubo agitaciones estudiantiles de carácter liberal y nacionalista protagonizadas por corporaciones de estudiantes llamadas Burschenschaften. En 1819, en Mannheim, Karl Ludwig Sand, un estudiante perteneciente a una de dichas corporaciones, asesinó «por traidor a la patria alemana» al dramaturgo August von Kotzebue. El estudiante fue detenido y ejecutado. Mediante los Decretos de Karlsbad del 20 de septiembre de 1819 el canciller austriaco Metternich prohibió estas corporaciones estudiantiles en los territorios de la Confederación Germánica e impuso vigilantes en las universidades y una férrea censura de prensa. Se desencadenó una fuerte represión de los elementos nacionalistas y liberales alemanes, lo que impidió que la agitación se transformara en una insurrección revolucionaria. La situación se controló hasta 1830.

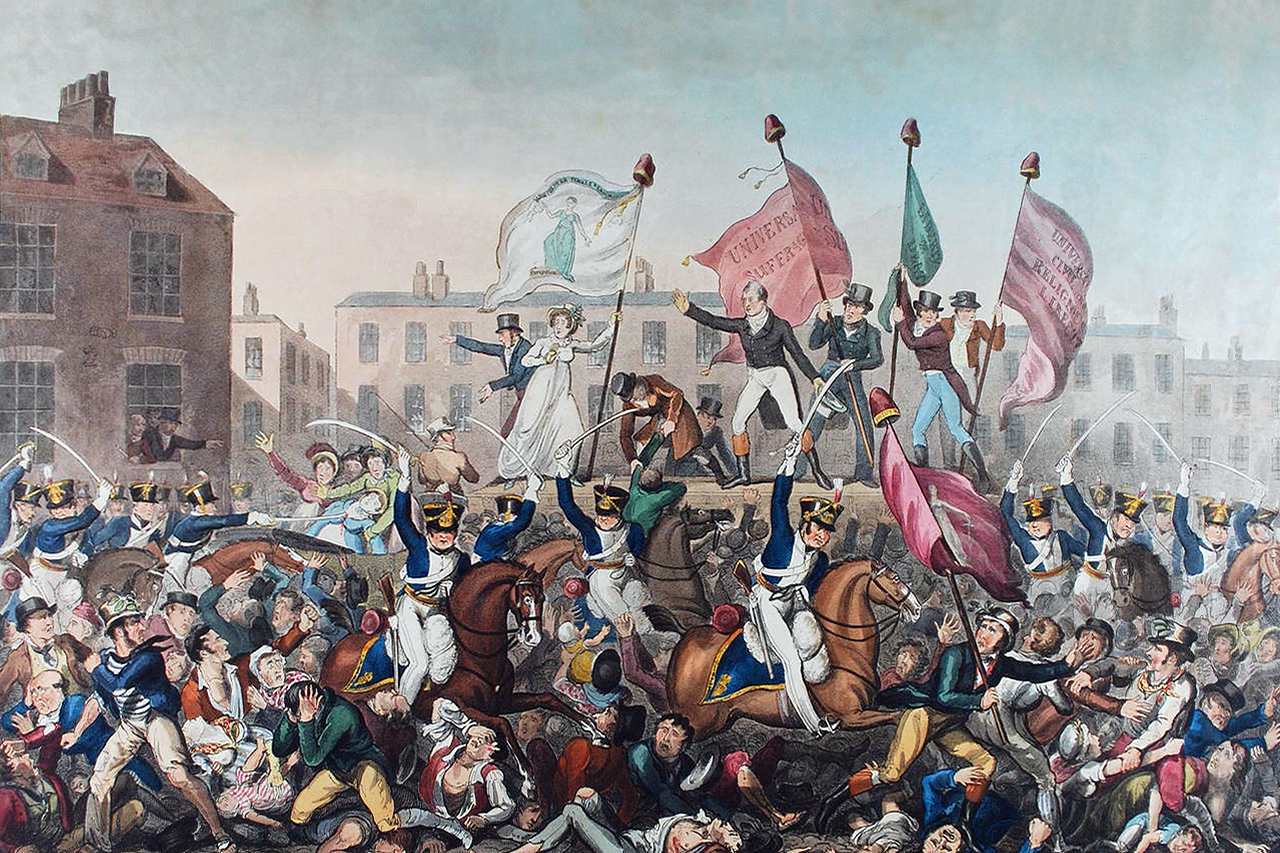
Masacre de Peterloo, 16 de agosto de 1819

En el Reino Unido de Gran Bretaña e Irlanda, el movimiento radical que pretendía la transformación democrática de la «monarquía limitada» británica tuvo su episodio más violento en la Masacre de Peterloo del 16 de agosto de 1819.

## El epicentro: España
El 1 de enero de 1820 se produce la sublevación o pronunciamiento del teniente coronel Rafael del Riego, puesto al frente de las tropas acantonadas en Las Cabezas de San Juan (localidad de la provincia de Sevilla que dio nombre a la revolución) y apoyado por otros oficiales (Antonio Quiroga), proclamó la Constitución de 1812 y detuvo al general en jefe del cuerpo expedicionario (Conde de la Bisbal) que pretendía embarcarse a América para sofocar los movimientos independentistas. A la espera de recibir apoyos del resto del ejército y de las ciudades más importantes, las tropas de Riego fueron avanzando por Andalucía sin decidirse a emprender una marcha clara en dirección a Madrid, pues encontraron poco apoyo y la intentona parecía que iba a terminar con el mismo fracaso que sus predecesoras.

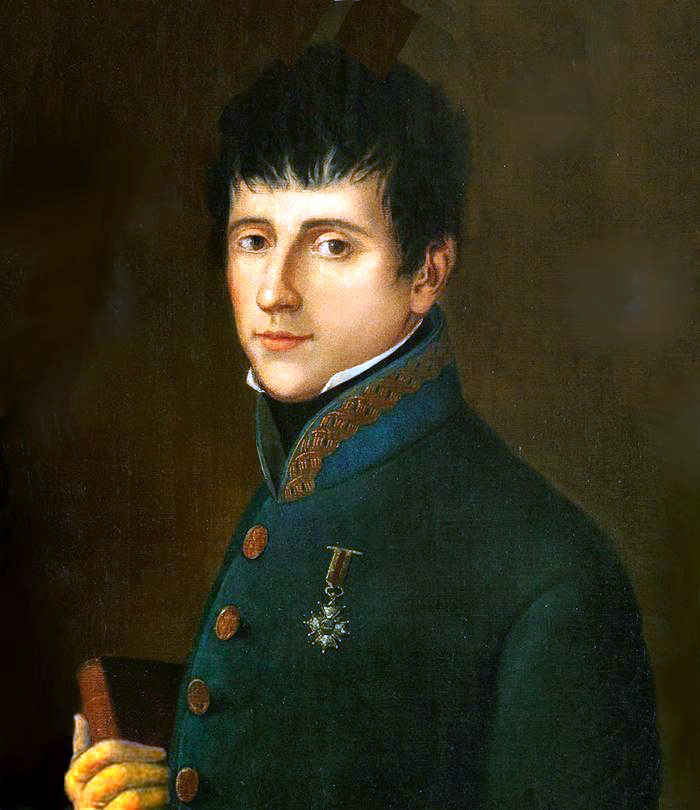
Rafael del Riego, cuyo pronunciamiento dio inicio a la Revolución española.

A finales de febrero, mientras se iban dispersando las tropas de Riego, estalló una insurrección liberal en Galicia que se expandió por todo el país en lo que se convirtió en una verdadera revolución. Una muchedumbre rodeó el Palacio Real de Madrid el día 7 de marzo, y Fernando VII, viéndose acorralado, esa misma noche firmó un decreto por el que se sometía a «la voluntad general del pueblo», y dos días más tarde juraba finalmente la Constitución de Cádiz. El 10 de marzo el rey hizo público un Manifiesto que incluía la famosa frase: «Marchemos francamente, y yo el primero, por la senda constitucional». Según Jaime Vicens Vives, «la revolución de 1820 fue un triunfo, en primer lugar, de las apetencias personales de algunos jefes militares; luego, de las sociedades secretas que les apoyaban; también del oro americano, hecho circular oportunamente por emisarios argentinos para disgregar la fuerza del cuerpo de ejército expedicionario (...); triunfo, en último extremo, aunque quizá el más ponderado, de la libertad».
Con el ejercicio del poder por parte de los liberales, divididos entre moderados y exaltados, se desarrolló el período llamado Trienio Liberal (1820-1823), en que unas nuevas Cortes retomaron la obra legislativa gaditana, con el claro propósito de acabar con las bases económicas, sociales y políticas del Antiguo Régimen (desamortización, supresión de señoríos y mayorazgos, de la Inquisición, etc.)

## La extensión a otros países de Europa meridional
Como ha destacado la historiadora italiana Silvia Sonetti, la Constitución de Cádiz, se convirtió «en un modelo y en una referencia para todo el continente europeo» ya que «abrió el camino a un recorrido constitucional y a una construcción nacional que no solo no se realizaba gracias a Napoleón, sino contra él, y desde una perspectiva no reaccionaria sino progresista». Así «se convirtió en el punto de referencia más importante para los movimientos liberales del primer tercio del siglo XIX en Europa» —«ponía en oposición la soberanía nacional con la legitimidad de la monarquía»—. A pesar de la derrota que supuso la restauración absolutista de 1814 impuesta por Fernando VII, «la revuelta española y la Constitución de Cádiz se convirtieron muy pronto en una de las referencias ideológicas más poderosas del siglo XIX».
En Italia la experiencia española de 1808-1814 se convirtió en un ejemplo a seguir ya que no solo se había establecido un régimen liberal sino que se había puesto fin a la ocupación extranjera, una situación similar a la que después de 1814 vivía Italia bajo la hegemonía del absolutista Imperio Austríaco. Por eso en cuanto se tuvo noticia del triunfo de la Revolución en España esta se convirtió «en el centro del debate político italiano», especialmente en los dos principales Estados de la península italiana, el Reino de Nápoles (desde 1816 Reino de las Dos Sicilias) y en el Reino de Piamonte, oficialmente Reino de Cerdeña ―en Turín, capital del reino, circularon 20 000 ejemplares de la Constitución de Cádiz―. Y los dos sectores más receptivos fueron el Ejército y las Universidades. «Una vez más se ponía de manifiesto la posibilidad de vincular a una revolución dos cuestiones diferentes: el problema de la independencia ante la influencia austríaca y la lucha por las libertades y contra el absolutismo».

### Nápoles

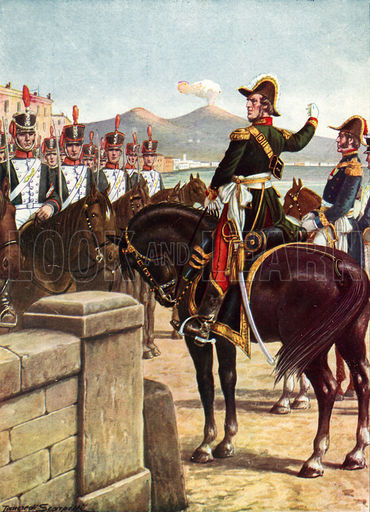
El general Guglielmo Pepe en el puente de la Magdalena que da entrada a la ciudad de Nápoles.

A principios de abril de 1820 llegó la noticia a Nápoles, capital del Reino de las Dos Sicilias, del triunfo de la Revolución en España ―y de que Fernando VII había jurado la Constitución de 1812― y en algunas casas particulares se celebraron fiestas y bailes para celebrar el acontecimiento ―en Salerno se produjeron algunos desórdenes―. Por su parte, los carbonarios napolitanos, que ya antes de 1820 consideraban a la Constitución de Cádiz un modelo, celebraron reuniones clandestinas para preparar la revuelta general. Esta estalló el 2 de julio. En Nola, dos oficiales del regimiento de caballería Real Borbone desertaron junto con un centenar de suboficiales y soldados al grito de «Dios, Rey y Constitución». De Nola se dirigieron a Avellino, cuartel general del general Guglielmo Pepe, un «muratiano» que había sido ganado para la causa liberal. El movimiento se extendió rápidamente, mientras el ejército no se mostraba dispuesto a combatir a los revolucionarios. El 6 de julio el rey Fernando I, de la Casa de Borbón-Dos Sicilias, se veía obligado a conceder la Constitución, la española de 1812, tal como demandaban los sublevados y el general Pepe asumía el mando del ejército hasta que se convocaran elecciones y se constituyera el Parlamento.
Se formó un gobierno con mayoría de «muratianos», junto con algunos carbonarios, y el 13 de julio el rey y sus hijos juraron la Constitución de Cádiz. Se abrió entonces un intenso debate sobre las modificaciones que habría que introducir en ella y la cuestión de la descentralización se convirtió en el tema principal que acabó provocando la fractura entre «muratianos» y carbonarios ―los primeros, que en su mayoría residían en la capital, se oponían; mientras que los segundos, muy arraigados en las provincias, la defendían, aunque los carbonarios del área de Nápoles no la apoyaban―. Aunque se pusieron en marcha las diputaciones provinciales establecidas en la Constitución de Cádiz, «las divisiones internas permanecieron y, de hecho, provocaron el fracaso de la revolución política».
El problema más grave lo planteó Sicilia, que había quedado al margen de la revolución napolitana y que permanecía ligada a su experiencia constitucional de 1812, cuando el Reino de Sicilia estuvo bajo protección británica durante las guerras napoleónicas. Los sicilianos rechazaron la Constitución de Cádiz, alegando que no se adecuaba a sus instituciones seculares, pero lo que en realidad pretendían era independizarse del continente poniendo fin al Reino de las Dos Sicilias, constituido solo cuatro años antes, y recuperar la plena soberanía del Reino de Sicilia. En Nápoles, sin embargo, querían mantener la unidad de las Dos Sicilias, por lo que se envió una escuadra naval a la isla comandada por Florestano Pepe, hermano de Guglielmo. Después de un intento de resistencia, Palermo, la capital siciliana, acabó capitulando, pero las condiciones pactadas por Pepe y el presidente de la Junta de Gobierno de Sicilia no fueron aceptadas por el parlamento de Nápoles, que había sido elegido a finales de agosto y principios de septiembre, por lo que fue enviado a la isla Pietro Colletta.

### Piamonte

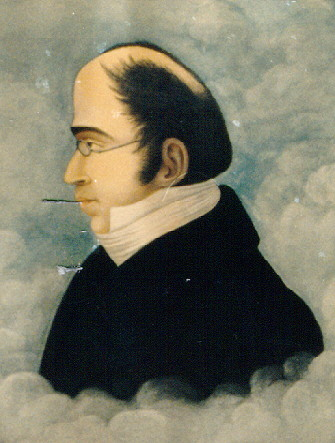
El conde Santorre di Santa Rosa, líder de la revolución liberal del reino de Piamonte.

En el reino de Piamonte (oficialmente Reino de Cerdeña) el líder de la revolución fue el conde Santorre di Santa Rosa, que creyó equivocadamente haberse ganado para la causa constitucional al príncipe heredero Carlos Alberto de Saboya. Llegó a presentarle un plan que incluía no solo el establecimiento de la Constitución de Cádiz sino también la realización de una campaña militar contra el Imperio Austríaco para anexionarse el Reino lombardo-véneto y formar un Reino de la Alta Italia bajo la corona de la Casa de Saboya. En esto último radicaba la principal diferencia entre la revolución piamontesa y la napolitana: que aquella no solo pretendía instaurar una monarquía constitucional sino también liberar al reino vecino bajo dominio austríaco como primer paso para lograr la «Federación Italiana».
La revolución comenzó en la noche del 9 al 10 de marzo de 1821, coincidiendo con el avance de las tropas austríacas para acabar con la revolución napolitana. Como allí, la inició una rebelión militar. Dos regimientos de Alessandria se sublevaron autoproclamándose «Esercito Federato» y ocuparon la ciudad junto a un grupo de civiles armados al grito de «Viva el Rey, Viva la Constitución española y guerra a los austríacos». Tras formarse una junta provisional se hizo público un manifiesto que decía: «En nombre de la Federación Italiana, es proclamada la Constitución aprobada en las Cortes extraordinarias de España el 18 de marzo de 1812. […] El estandarte del despotismo ha sido derribado entre nosotros para siempre». La sublevación pronto alcanzó a la capital, Turín, y el rey Víctor Manuel I, desconcertado por los acontecimientos, el 12 de marzo decidió abdicar en su hermano, Carlo Felice. Este en calidad de Regente juró, no sin oponer cierta resistencia, la Constitución de Cádiz, pero no aceptó la petición de anexionarse el reino lombardo-véneto pues hubiera supuesto la guerra con el Imperio austríaco. En el edicto que hizo público el 13 de marzo precisó que su juramento estaba vinculado a las «modificaciones que acuerde la representación nacional de consuno con su majestad el rey».

### Portugal

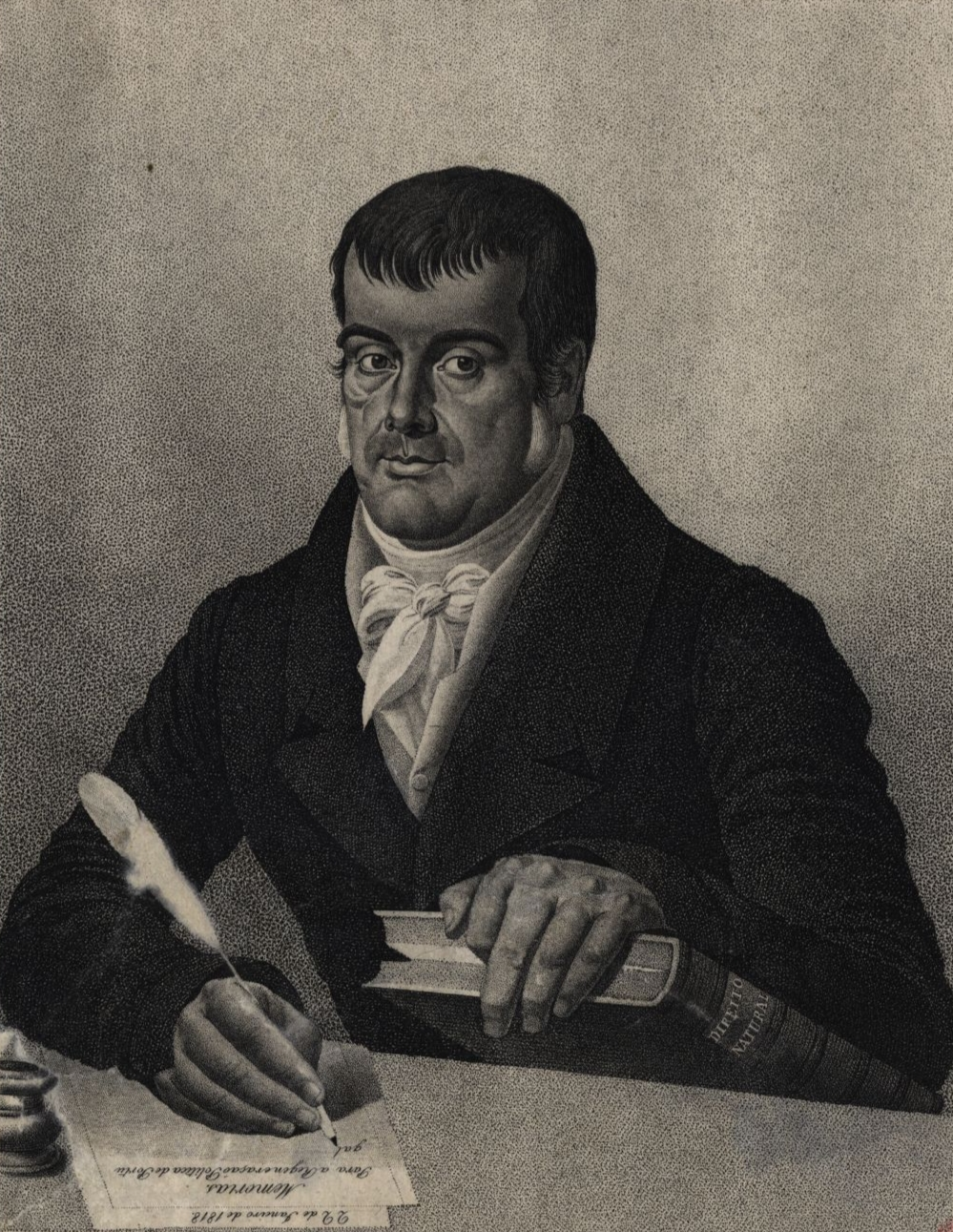
Manuel Fernandes Tomás, líder de o Sinédrio, el grupo impulsor de la Revolución de Oporto.

Como ha señalado José Hermano Saraiva, «la situación portuguesa, en 1820, era de crisis en todos los niveles de la vida nacional: crisis política causada por la ausencia del rey y de los órganos de gobierno que se encontraban en Brasil; crisis ideológica, nacida de la progresiva difusión, en las ciudades, de las ideas políticas que consideraban a la monarquía absoluta como un régimen opresivo y obsoleto; crisis económica, resultante de la emancipación económica de Brasil; crisis militar, originada por la presencia de los oficiales ingleses en los altos puestos del ejército y por la animadversión de los oficiales portugueses, que se veían relegados en las promociones». Así se reconocía en un informe fechado el 2 de junio enviado desde Lisboa al rey João VI, que desde 1808 tenía su corte en Río de Janeiro: «Portugal ha llegado a una crisis en la que, o ha de sufrir la revolución de las fortunas, del orden, la anarquía, y otros males que trae consigo la aniquilación del crédito público, o, sin la menor pérdida de tiempo ha de cuidarse de aumentar la renta sin nuevos impuestos que las presentes circunstancias no admiten, y en disminuir los gastos, cortando no sólo los superfluos, sino incluso los necesarios».
Este es el contexto en que se produjo la revolución portuguesa de 1820, espoleada además por la revolución española. La iniciativa la tomó un pequeño grupo de burgueses de Oporto que desde 1818 se reunían en una tertulia que era conocida como o Sinédrio (el Sanedrín) y cuyo líder era Manuel Fernandes Tomás. Este en cuanto conoció la noticia del triunfo de la Revolución en la vecina España, con cuyos liberales o Sinédrio mantenía contactos, hizo un llamamiento para seguir su ejemplo. Uno de los miembros del Sinédrio describió así el discurso que pronunció Fernandes Tomás:

Presidía él, y con su voz fuertemente acentuada pintó el estado del país, sin rey que lo gobernase, un general extranjero señor del ejército, extranjeros gobernando también las provincias, nuestra dependencia de Brasil, en fin, la revolución de España, que acaba de terminar felizmente con el juramento de Fernando VII a la Constitución de Cádiz. ¿Nos quedaremos así? ¿Debemos continuar en esta ignomia?, repitió muchas veces con fuerza.

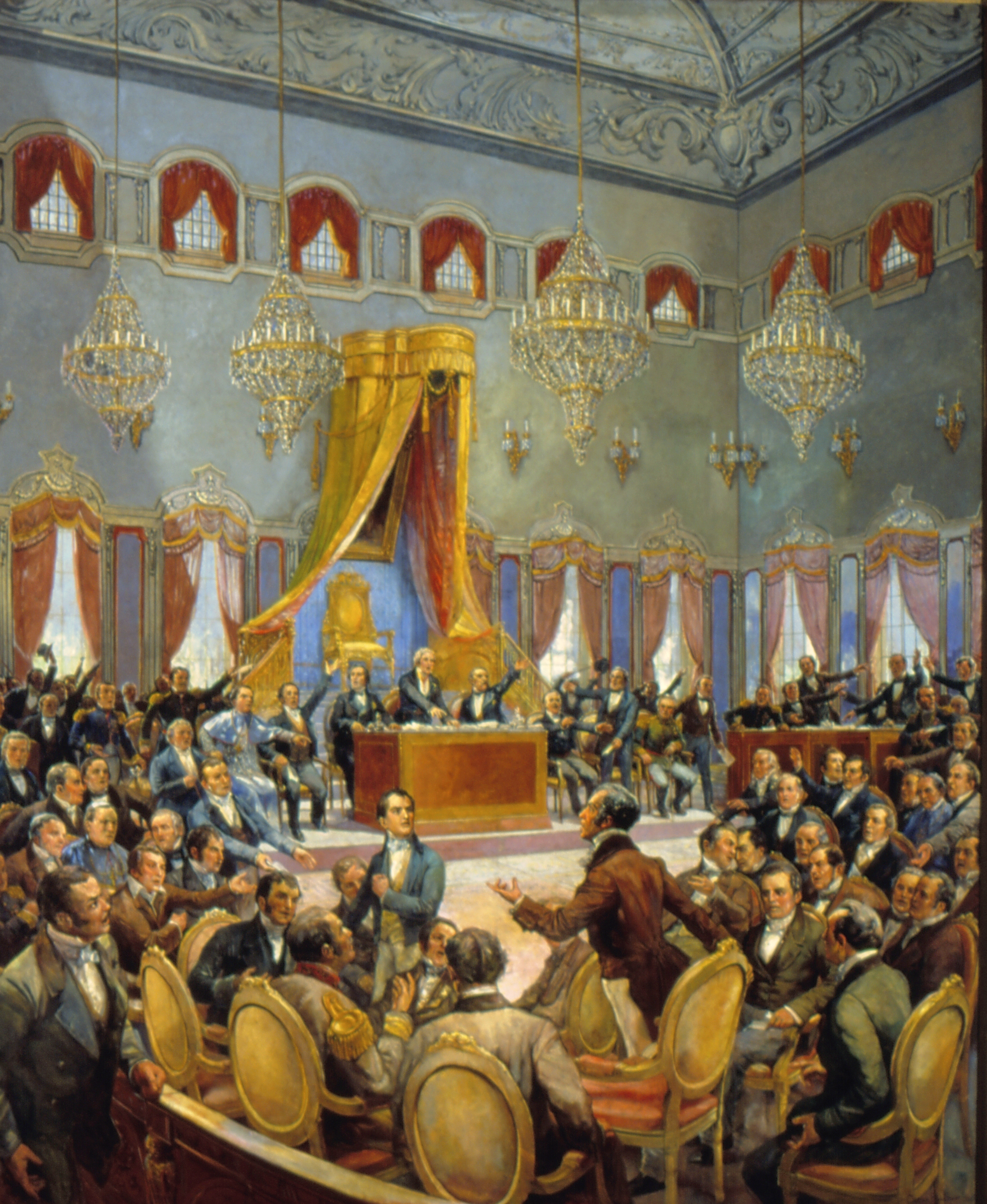
Sesión de las Cortes de Lisboa de 1822.

Los miembros del Sinédrio consiguieron con bastante facilidad la adhesión de numerosos militares de las guarniciones del norte y el 24 de agosto un regimiento de artillería se sublevó. Uno de sus coroneles leyó la siguiente proclamación: «Vamos con nuestros hermanos de armas a organizar un gobierno provisional que convoque a las Cortes para hacer una Constitución, cuya falta es el origen de todos nuestros males». Tres semanas después, el 15 de septiembre, la guarnición de Lisboa se sumaba al movimiento, lo que selló el triunfo de la revolución, que no encontró resistencia alguna y despertó un gran entusiasmo. En un folleto impreso aquellos días se decía que se estaban viviendo «días llenos de sucesos tan gloriosos para la nación portuguesa que su narración será difícil de creer en épocas futuras… Días que nos abren la vida de un porvenir radiante, cual viene a ser el que nos prometen las sabias leyes». La revolución también se extendió a Brasil donde estallaron revueltas liberales en Pará, en Bahía y en la capital Río de Janeiro (donde se sublevó la guarnición portuguesa).
En Lisboa se formó una Junta Provisional que se hizo cargo del poder y convocó Cortes constituyentes. Las elecciones se realizaron por sufragio indirecto en tres grados, que era la fórmula establecida por la Constitución española de 1812. Todos los diputados elegidos eran liberales, con predominio de su sector más radical. Recibieron el nombre de vintistas, un neologismo inspirado en el español «doceañista». La Constitución que finalmente aprobaron en septiembre de 1822 estaba directamente inspirada en la española Constitución de Cádiz. Como esta, se basaba en la idea de la soberanía nacional y la limitación del poder del rey; las Cortes estaban constituidas por una sola Cámara de mandato bianual (aunque eran elegidas por sufragio universal directo, excluidos analfabetos, mujeres y frailes, y no por sufragio indirecto en tres grados como en la Constitución de Cádiz).
Las Cortes constituyentes reclamaron la vuelta del rey a Portugal y este acató la orden, tras prometer el 24 de febrero de 1821 que aceptaría la Constitución que las Cortes aprobasen, fuese cual fuese. Dejó como regente de Brasil al príncipe heredero don Pedro pero cuando llegó a Lisboa las Cortes no le reconocieron la autoridad para designar regentes y ordenaron el regreso de don Pedro a Portugal. La respuesta de este fue proclamar la independencia de Brasil (Grito de Ipiranga del 7 de septiembre de 1822) y constituir el Imperio de Brasil del que él sería su primer emperador. Entonces el gobierno de Lisboa contando con la aprobación de las Cortes organizó una expedición militar a Brasil. En realidad, durante la que sería conocida como Guerra de Independencia de Brasil (1822-1824) solo hubo combates de entidad en Bahía, que temporalmente había quedado bajo dominio de tropas portuguesas. Portugal acabará reconociendo al Imperio del Brasil el 29 de agosto de 1825.

## El triunfo de la contrarrevolución
Fue el zar ruso Alejandro I el que tomó la iniciativa tras conocerse el triunfo de la revolución liberal en España, pero el gobierno británico, aunque se mostró contrario a la forma en que se había puesto fin al absolutismo, se opuso a cualquier intervención, tal como pretendía el zar. Castlereagh hizo pública una dura nota en este sentido y el canciller austríaco Metternich le apoyó, ya que como aquél temía que el zar cruzara toda Europa al frente de sus ejércitos o que Francia impusiera su dominio sobre España (y sus colonias americanas, en pleno proceso de independencia). Pero el panorama cambió cuando en julio de 1820 estalló la revolución en Nápoles (el Reino de las Dos Sicilias era el más grande de los estados italianos y estaba ligado al Imperio Austríaco por un tratado que le impedía cambiar sus instituciones sin autorización de Viena). Y además adoptó la Constitución de Cádiz.

### Nápoles y Piamonte: la invasión austríaca
En cuanto se conoció el triunfo de la revolución en Nápoles, el zar Alejandro I insistió en que se convocara un Congreso de los previstos en el Tratado de la Cuádruple Alianza, ahora Quíntuple Alianza tras la incorporación del Reino de Francia en 1818. Las cinco potencias se reunieron en el Congreso de Troppau que se inició el 20 de octubre y, aunque la decisión de intervenir en Nápoles se pospuso hasta consultar con su rey Fernando I, las tres monarquías de la Santa Alianza ―Austria, Prusia y Rusia― firmaron el 19 de noviembre el que sería conocido como «Protocolo de Troppau», que tendría una gran importancia pues los tres signatarios afirmaron su derecho a intervenir si la revolución en un Estado suponía un peligro para otros Estados (ni Francia, ni Gran Bretaña lo respaldaron, especialmente esta última porque lo consideraba contrario al derecho de gentes y además advirtió que solo debía aplicarse en situaciones realmente excepcionales que amenazaran las paz de Europa):

Los Estados que hayan experimentado un cambio de Gobierno a causa de una revolución y como resultado de ello amenacen a otros Estados, cesarán ipso facto de ser miembros de la Alianza Europea y permanecerán excluidos hasta que su situación ofrezca garantías para el orden legal y la estabilidad. Si, por causa de tales alteraciones, un inmediato peligro amenazase a otros Estados, las Potencias se obligan a ellas mismas, por medios pacíficos, o por las armas si fuera necesario, a retornar al Estado culpable al seno de la Gran Alianza.

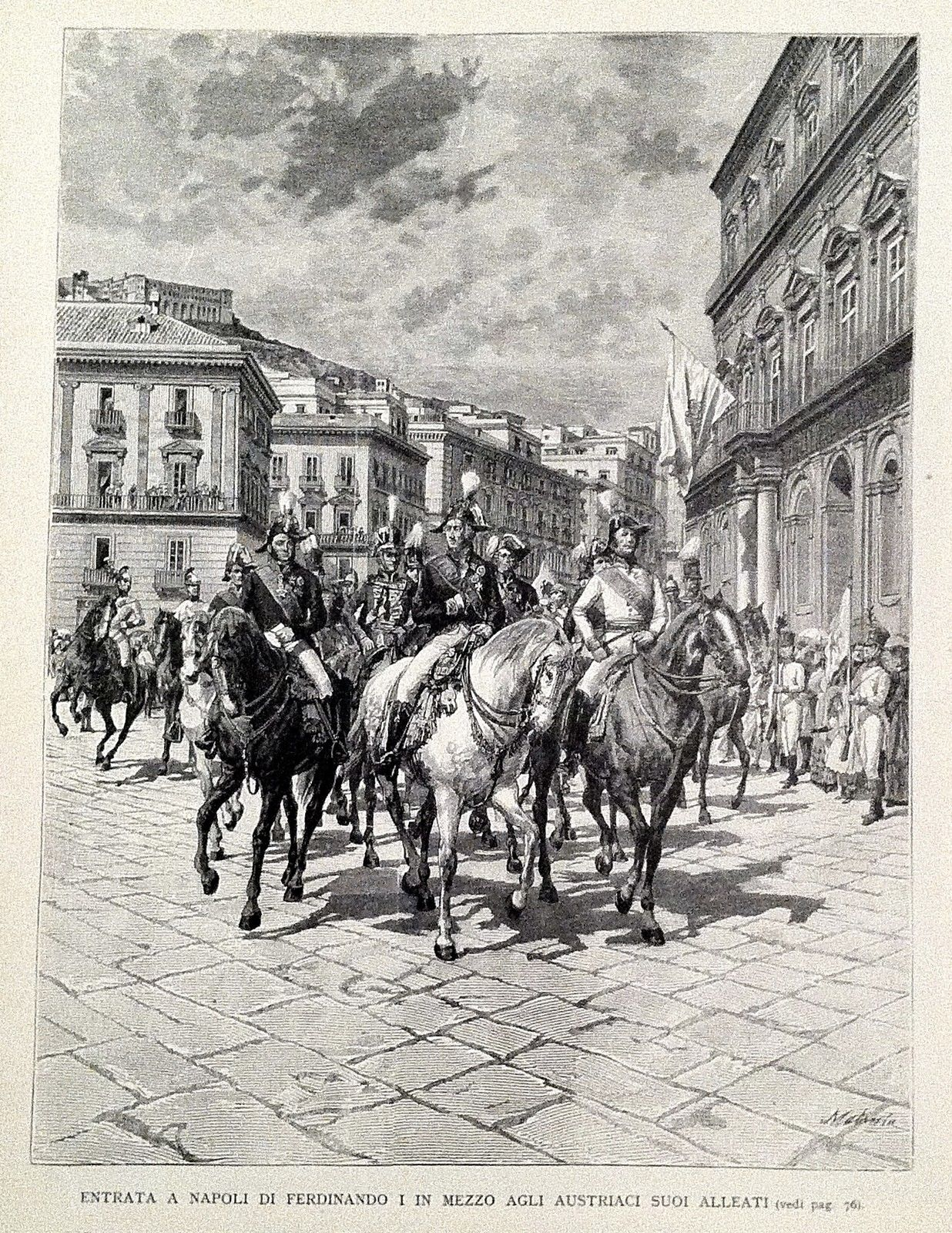
Entrada de Fernando I de las Dos Sicilias en Nápoles rodeado de sus aliados austríacos en marzo de 1821.

Tal como se había acordado en Troppau se celebró un segundo congreso al que se invitó a asistir al rey de Nápoles Fernando I. Fue el Congreso de Laibach, que comenzó sus reuniones el 26 de enero de 1821. Tras solicitar formalmente Fernando I la intervención austríaca ―a pesar de haber prometido al Parlamento napolitano defender la Constitución―, Metternich logró su propósito de que se le dejaran las manos libres al Imperio Austríaco para intervenir en Nápoles, en su calidad de potencia hegemónica de la península italiana. Así que, «Metternich pudo ordenar a su Ejército que cruzase el Po con las espaldas seguras y sin temor a las reacciones de Rusia y Francia». El ejército revolucionario del general Pepe fue derrotado por el austríaco en la batalla de Rieti-Antrodoco y el 24 de marzo las tropas austríacas encabezadas por el propio rey Fernando I entraban en Nápoles «con ramas de olivo en sus fusiles». La Constitución fue revocada y Fernando I recuperó sus poderes absolutos.
En cuanto Metternich supo que el 12 de marzo había triunfado otra revolución en el reino de Piamonte ordenó a las tropas austríacas dirigirse hacia Turín, con el respaldo de tropas rusas en su retaguardia. Como en el caso de Fernando I en Nápoles, el rey Carlo Felice pidió la intervención de la Santa Alianza para acabar con el movimiento constitucional. El canciller austríaco les propuso a los revolucionarios piamonteses un acuerdo político pero estos lo rechazaron y finalmente el ejército austríaco, al que se unieron piamonteses realistas, derrotó a principios de abril en Novara al ejército constitucional que le salió al encuentro. «La nueva restauración llevó al trono al hermano de Vittorio Emanuele I, Carlo Felice, que había mantenido una nítida posición anticonstitucional y filoaustríaca».

### España: la invasión francesa
La «cuestión española» se abordó en el Congreso de Verona celebrado entre el 20 de octubre y el 14 de diciembre de 1822 («la situación de Portugal preocupaba menos, tanto porque se entendía que su suerte estaba muy ligada al régimen español y, una vez cayera éste, su futuro se tornaría incierto; como porque su estrecha vinculación con Gran Bretaña limitaba las opciones de un ataque abierto al liberalismo luso», ha señalado Gonzalo Butrón Prida). La representación británica la ostentó el duque de Wellington ―porque Castlereagh se había suicidado a mediados de agosto― y acudió con el encargo de su gobierno de oponerse a cualquier tipo intervención en España. Los que se mostraron como los más firmes partidarios de esta fueron el zar de Rusia Alejandro I, que había recibido numerosas peticiones de auxilio por parte de Fernando VII, y el rey francés Luis XVIII, que también había recibido las cartas desesperadas del rey español y las peticiones de ayuda de los realistas, pero que sobre todo estaba muy interesado en rehacer el prestigio internacional de la Francia borbónica. El canciller Metternich propuso que se enviaran «Notas formales» al Gobierno de Madrid para que este moderara sus posiciones y pero el secretario del Despacho de Estado Evaristo San Miguel cuando las recibió las rechazó rotundamente por considerarlas una injerencia en los asuntos internos españoles ―los británicos se habían negado a enviar ninguna «nota» y se habían retirado formalmente del Congreso de Verona―. Finalmente el 19 de noviembre Austria, Prusia y Rusia se comprometieron a ayudar a Francia si esta decidía atacar a España pero «exclusivamente en tres situaciones concretas: 1) si España atacaba directamente a Francia, o lo intentaba con propaganda revolucionaria; 2) si el rey de España fuera desposeído del trono, o si corriera peligro su vida o la de los otros miembros de su familia; y 3) si se produjera cualquier cambio que pudiera afectar al derecho de sucesión en la familia real española». A pesar de que ninguna de estas tres situaciones se materializó, Francia invadió España en abril de 1823 con los Cien Mil Hijos de San Luis. «Ningún compromiso de ayuda ligaba, por lo tanto, a la Santa Alianza con la intervención francesa en España», ha comentado Rosario de la Torre. «En realidad el Congreso de Verona no fue la ocasión para un nuevo desarrollo de la Santa Alianza, fue su tumba. Lo que prevaleció, a pesar de las grandes diferencias evidenciadas, fue el espíritu de concertación entre las cinco potencias que seguirían dirigiendo la política internacional…».

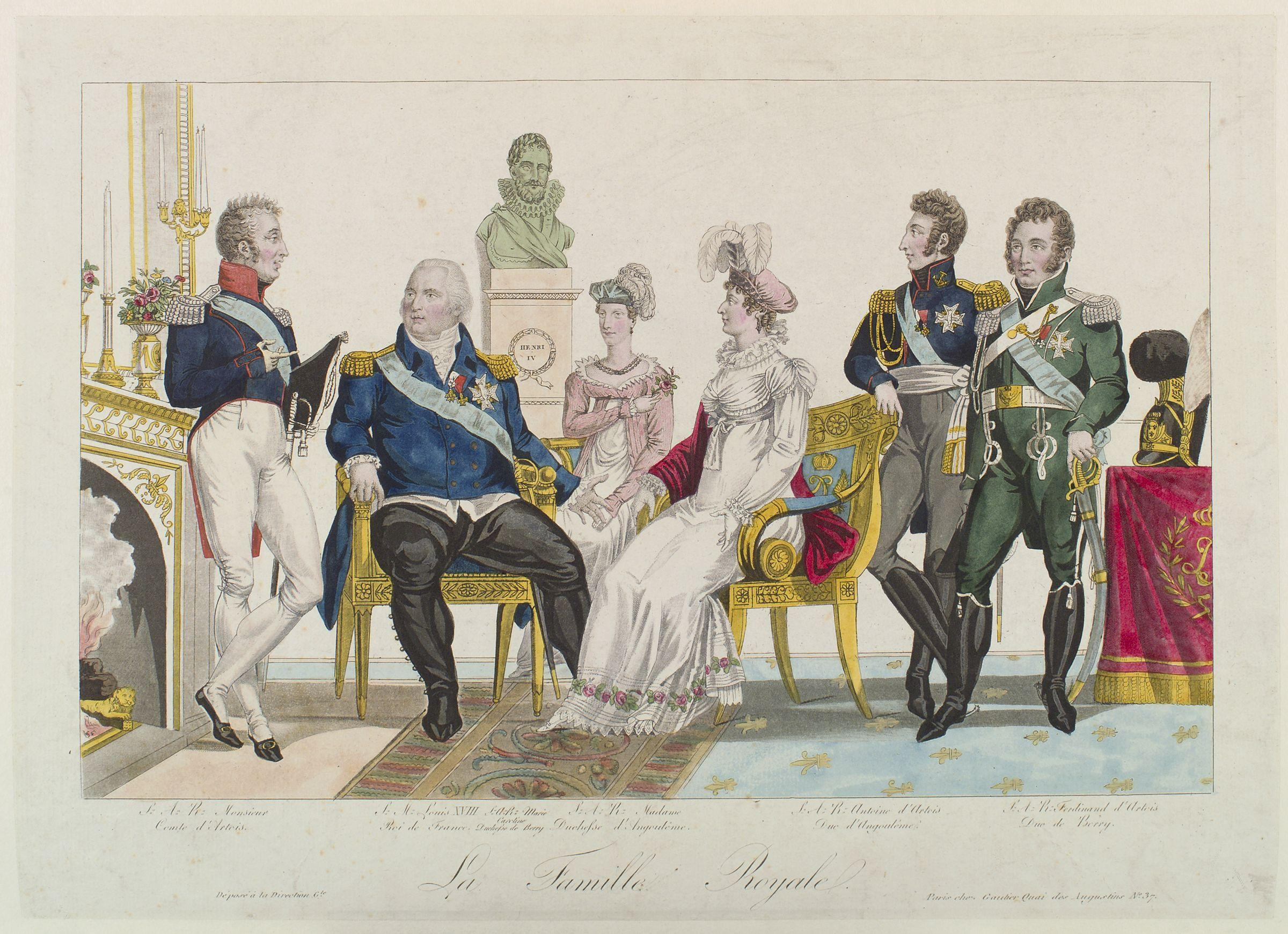
La familia real francesa. De izquierda a derecha: Carlos, el conde de Artois, hermano del rey y heredero al trono; el rey Luis XVIII; Maria Carolina, duquesa de Berry; María Teresa, duquesa de Angulema; Luis Antonio, Duque de Angulema; y Carlos Fernando, Duque de Berry. El duque de Berry, segundo hijo varón del conde de Artois y tercero en la sucesión al trono, fue asesinado en París el 13 de febrero de 1820 (cuando Riego estaba recorriendo Andalucía intentando que triunfara su pronunciamiento). El duque de Angulema, segundo en el orden de la sucesión como primogénito del conde de Artois, será el escogido por Luis XVIII para comandar la «expedición de España»

Después de la invasión se hizo público un supuesto tratado secreto firmado en Verona el 22 de noviembre por los representantes de Austria, Prusia, Rusia y Francia en el que se encomendaba a esta última invadir España. La historiografía española dio por bueno el tratado secreto, incluso después de que el archivista estadounidense T. R. Schellenberg demostrara en 1935 que se trataba de una falsificación realizada después de la invasión para justificarla. De esta forma quedó desmontado el mito de que la invasión de los Cien Mil Hijos de San Luis se había decidido en el Congreso de Verona y que había sido obra de la Santa Alianza. Como ha señalado la historiadora española Rosario de la Torre, que en 2011 volvió a insistir en la falsedad del «Tratado Secreto de Verona», la invasión de España fue decidida por el rey francés Luis XVIII y por su gobierno (sobre todo después de que el 28 de diciembre de 1822 François-René de Chateaubriand pasara a dirigir la política exterior con el objetivo de restaurar la grandeza de Francia), contando eso sí con la aprobación más o menos explícita o la neutralidad de las otras cuatro potencias de la Quíntuple Alianza. Así lo explicó el propio Chateaubriand: «figúrese a nuestro gabinete volviendo a ser poderoso, hasta el punto de exigir una modificación de los tratados de Viena, nuestra antigua frontera recobrada, ampliada hasta los Países Bajos con nuestros antiguos departamentos germánicos, y dígase si la guerra de España no merecía ser emprendida en pro de semejantes resultados». Años después de la invasión Chateaubriand escribió en sus ‘’Memorias de ultratumba’’: «Mi guerra de España, el gran acontecimiento político de mi vida, era una empresa descomunal. La legitimidad iba por primera vez a quemar pólvora bajo la bandera blanca [de los Borbones]… Cruzar de un salto las Españas, triunfar en el mismo suelo donde hacía poco los ejércitos de un hombre fástico [Napoleón] habían sufrido reveses, hacer en seis meses lo que él no había podido lograr en siete años, ¿quién hubiera podido aspirar a lograr tal prodigio? Sin embargo, es lo que yo hice…».
El gobierno británico hizo un último intento para evitar la invasión y envió a Madrid a Lord FitzRoy Somerset para que consiguiera que el Gobierno español abordara una serie de reformas que aumentaran los poderes del rey Fernando VII. Llegó a la capital española el 21 de enero de 1823 pero no logró sus objetivos. Dos meses después, el 21 de marzo, el secretario del Foreign Office George Canning comunicaba al Gobierno de París que el Reino Unido no se opondría a la invasión con tres condiciones que le hizo llegar el 31 de marzo: que el ejército francés abandonara España en cuanto hubiera completado su misión; que no intervendría en Portugal y que no ayudaría a España a recuperar sus colonias americanas. Una semana después Francia invadía España. «A la hora de justificar su intervención, ni el rey Luis XVIII de Francia ni su Gobierno invocaron el peligro de la revolución española o el derecho de intervención establecido por la Santa Alianza y precisado en el Congreso de Troppau; los franceses ni siquiera invocaron el interés nacional de Francia; se limitaron a proclamar la solidaridad de la casa de Borbón».

### Portugal: el triunfo de la «Vila-Francada»

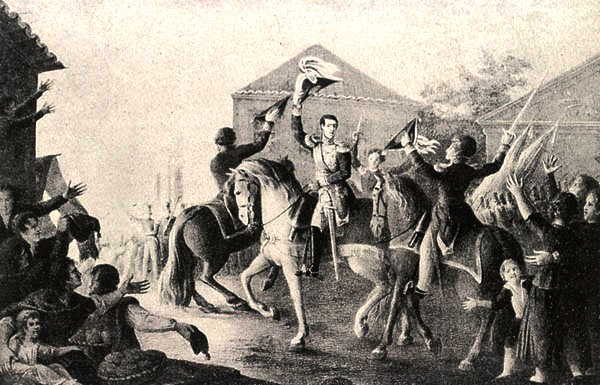
En príncipe Miguel entra a caballo en el Palacio de Bemposta, durante la Vilafrancada.

Luis XVIII cumplió su compromiso y no invadió Portugal, pero la «expedición francesa de España» tuvo un enorme impacto sobre la política portuguesa hasta el punto que propició el fin de la revolución. Como ha destacado el historiador José Hermano Saraiva, «la evolución de la política española decidió la suerte de la primera experiencia constitucional portuguesa. La hizo nacer y la hizo morir».
En Portugal el centro de la conspiración antiliberal estaba en la propia corte ya que la encabezada la esposa del rey Carlota Joaquina de Borbón, hermana del rey español Fernando VII, y contaba como «brazo ejecutor» con el infante don Miguel, segundo hijo varón de los soberanos. Así, el 27 de mayo de 1823, una semana después de que las tropas francesas hubieran entrado en Madrid, don Miguel inició la revuelta absolutista conocida como la Vila-Francada. En la proclama de la misma don Miguel dijo: «Es hora de romper el férreo yugo en que ignominiosamente vivimos». El yugo era el liberalismo. La suerte de la revolución portuguesa la decidió la guarnición de Lisboa cuando se unió a la sublevación. Al no contar con ninguna fuerza militar que las defendieran las Cortes se disolvieron y el rey tuvo que aceptar los hechos consumados y abolir la Constitución de 1822. Prometió que promulgaría una nueva ley fundamental, siguiendo el modelo de la Carta Otorgada de la monarquía borbónica francesa, que garantizaría «la seguridad personal, la propiedad y los empleos». El rey nombró entonces un gobierno integrado por absolutistas moderados y liberales conservadores, lo que no agradó a su esposa, líder del absolutismo más radical, ni al infante don Miguel. Así que un año después organizaron una nueva revuelta que sería conocida como la «Abrilada», cuyo fracaso obligó a don Miguel a abandonar el país, mientras que la corriente absolutista moderada respaldada por el rey se mantenía en el poder.

## Movimientos revolucionarios posteriores en otros países europeos

### Francia

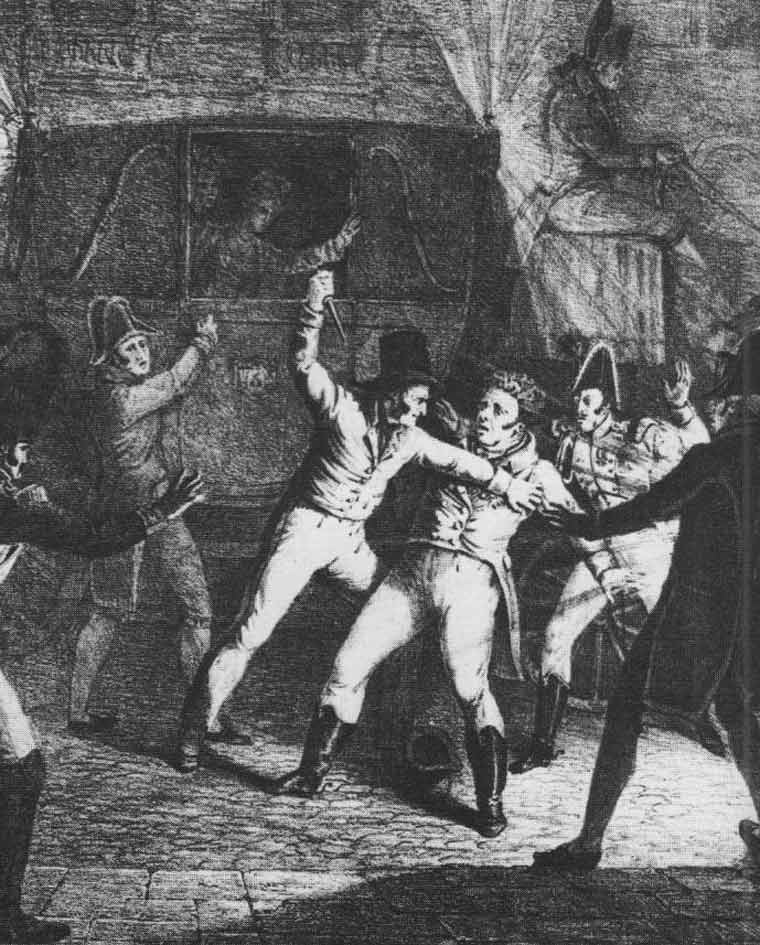
Asesinato del duque de Berry, 13 de febrero de 1820.

Mientras que en España el teniente coronel Rafael del Riego estaba recorriendo Andalucía intentado que triunfara su pronunciamiento, era asesinado en París el 13 de febrero de 1820 por un artesano bonapartista el duque de Berry, segundo hijo varón del conde de Artois y, por tanto, tercero en la sucesión al trono de Luis XVIII. El magnicidio provocó un endurecimiento de la represión interna. El primer ministro, el moderado duque de Decazes, dimitió y los siguientes gobiernos ultramonárquicos dirigidos por el duque de Richelieu y Jean-Baptiste de Villèle limitaron aún más las libertades civiles.
Frente a estos gobiernos reaccionarios, los liberales franceses se encontraban amordazados y toda acción política se veía abocada a la clandestinidad. Solo la Charbonnerie, sociedad secreta inspirada en los carbonarios italianos, preparó insurrecciones abortadas entre los oficiales liberales del ejército, que tuvieron lugar en Saumur (diciembre de 1821), Belfort (enero de 1822), Thouars (febrero de 1822) y Colmar (julio de 1822). Pero su mala organización y su falta de apoyo popular hizo que todas ellas fueran descubiertas y reprimidas, sin llegar a producirse el pretendido levantamiento general.

### Rusia

Concentración de los decembristas en la plaza del Senado de San Petersburgo, 14 de diciembre de 1825.

El Imperio ruso, uno de los integrantes de la Santa Alianza junto a Prusia y Austria, fue el último Estado en ser alcanzado por la oleada revolucionaria de 1820. El zar Alejandro I, el promotor de la Santa Alianza, falleció el 1 de diciembre de 1825, y tras su muerte un grupo de oficiales pertenecientes a sociedades secretas liberales y liderados por Muraviov y Pestel, conspiraron para evitar la coronación del heredero, su hermano mayor Nicolás, de conocidas opiniones reaccionarias, en beneficio de otro hermano, Constantino, del que se esperaba un gobierno más liberal. Constantino, en todo caso, no deseaba la sucesión; se había casado en secreto con una plebeya polaca y había pactado su apoyo a su hermano Nicolás, renunciando a sus derechos en 1822. Los rebeldes no aceptaron a Nicolás I y se rebelaron el 14 de diciembre (26 en el calendario gregoriano). La improvisación y mala organización facilitó que fueran reprimidos brutalmente. Desde el fracaso de los decembristas se intensificó la autocracia zarista.

### Grecia

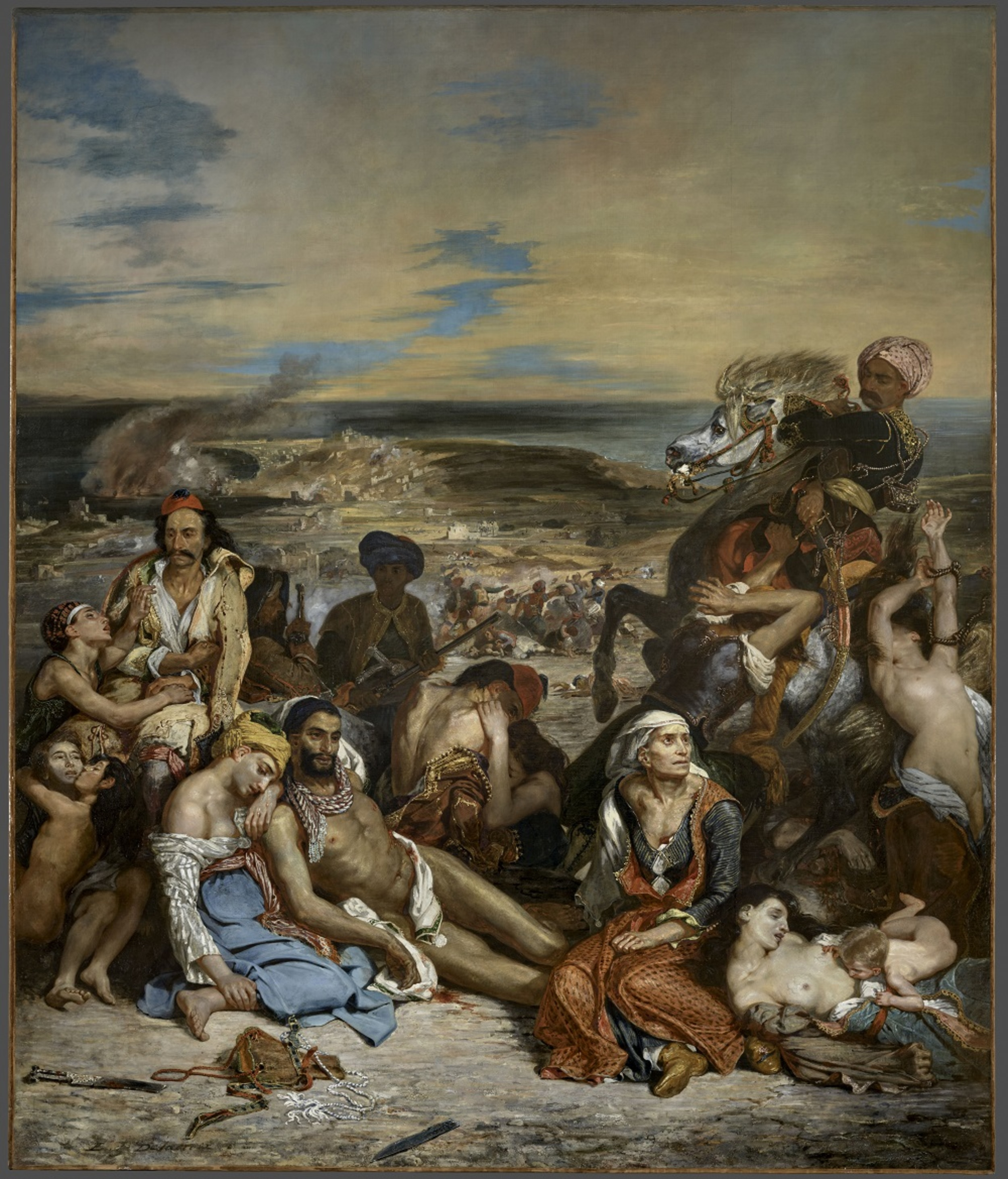
La matanza de Quíos, cuadro de Delacroix sobre un hecho sucedido el 11 de abril de 1822.

Fue un caso aparte dentro de la oleada revolucionaria de 1820 ya que Grecia estaba bajo el dominio del Imperio otomano desde la caída de Constantinopla (1453). En 1821, los griegos se levantaron contra los turcos. Hubo varios factores para explicar el levantamiento: resistencia de bandoleros patriotas llamados kleftes que vivían en las montañas del Peloponeso, llamado entonces Morea; el desarrollo de una burguesía comercial y culta con su propia flota; la presencia de una sociedad secreta nacionalista, la Filiki Eteria; y el papel jugado por el patriarca griego de Constantinopla.
En Europa el levantamiento griego fue visto con mucha simpatía: nostalgia por la Antigüedad clásica entre la gente culta, simpatía por la religión cristiana frente a los otomanos musulmanes entre los conservadores y simpatía por la lucha por la libertad contra la opresión otomana entre los liberales y románticos, y por el auge de la idea del nacionalismo de aspiración de los pueblos con marcados rasgos identitarios a obtener un Estado propio. Esto se hizo patente, además, en la Declaración de Independencia que proclamaron los griegos revolucionarios entre el 15 y el 27 de enero de 1822.

Esta guerra es una guerra nacional y sagrada; no tiene otro objetivo que la restauración de la nación y su reintegración en los derechos de propiedad, de honor y de vida que son la divisa de los pueblos civilizados. Los griegos únicos de todos los europeos, ¿deben ser excluidos como indignos de los derechos que Dios ha establecido para los hombres?

.
En 1822 parecía que los griegos iban a triunfar pero divisiones internas y la intervención del bajá de Egipto, Mehmet Alí, en apoyo del sultán otomano, dieron un giro a la situación. Los otomanos con la ayuda de los egipcios fueron derrotando a los rebeldes griegos poco a poco hasta 1827. Pero ese año las potencias europeas decidieron intervenir. El primer ministro del Reino Unido, Canning, el zar Nicolás I y el rey de Francia Carlos X, mediante el Tratado de Londres de 1827, enviaron escuadras a Navarino, donde estaba la flota egipcia de Mehmet Ali. El 20 de octubre comenzó la batalla y la flota egipcia fue derrotada. Al mismo tiempo, los ejércitos del zar invadieron los principados rumanos de Valaquia y Moldavia, y un ejército francés desembarcó en el Peloponeso. Entonces, los británicos decidieron establecer negociaciones de paz con el Imperio Otomano para evitar la caída de Constantinopla en manos de los rusos.
Se firmó el Tratado de Adrianópolis en 1829, por el que el Imperio Otomano reconocía la autonomía de Grecia, Serbia y los principados rumanos de Valaquia y Moldavia. Grecia obtuvo la independencia al año siguiente, mientras que Francia, Gran Bretaña y Rusia firmaron el Protocolo de Londres, donde reconocían la soberanía griega del territorio además de ofrecer protección contra cualquier invasión turca. Aun más importante, en la Conferencia de Londres de 1832 las mismas potencias europeas nombradas con anterioridad designaron al joven príncipe de Baviera, Otón, como el primer rey de Grecia.